# Westerlee (Groningen)
Westerlee (Gronings: Westerlij) is een dorp in de gemeente Oldambt in de Nederlandse provincie Groningen. Het dorp heeft 1.520 inwoners (per 1 januari 2023). Westerlee ligt tussen Meeden en Heiligerlee. Van 1811 tot 1821 was Westerlee een zelfstandige gemeente.

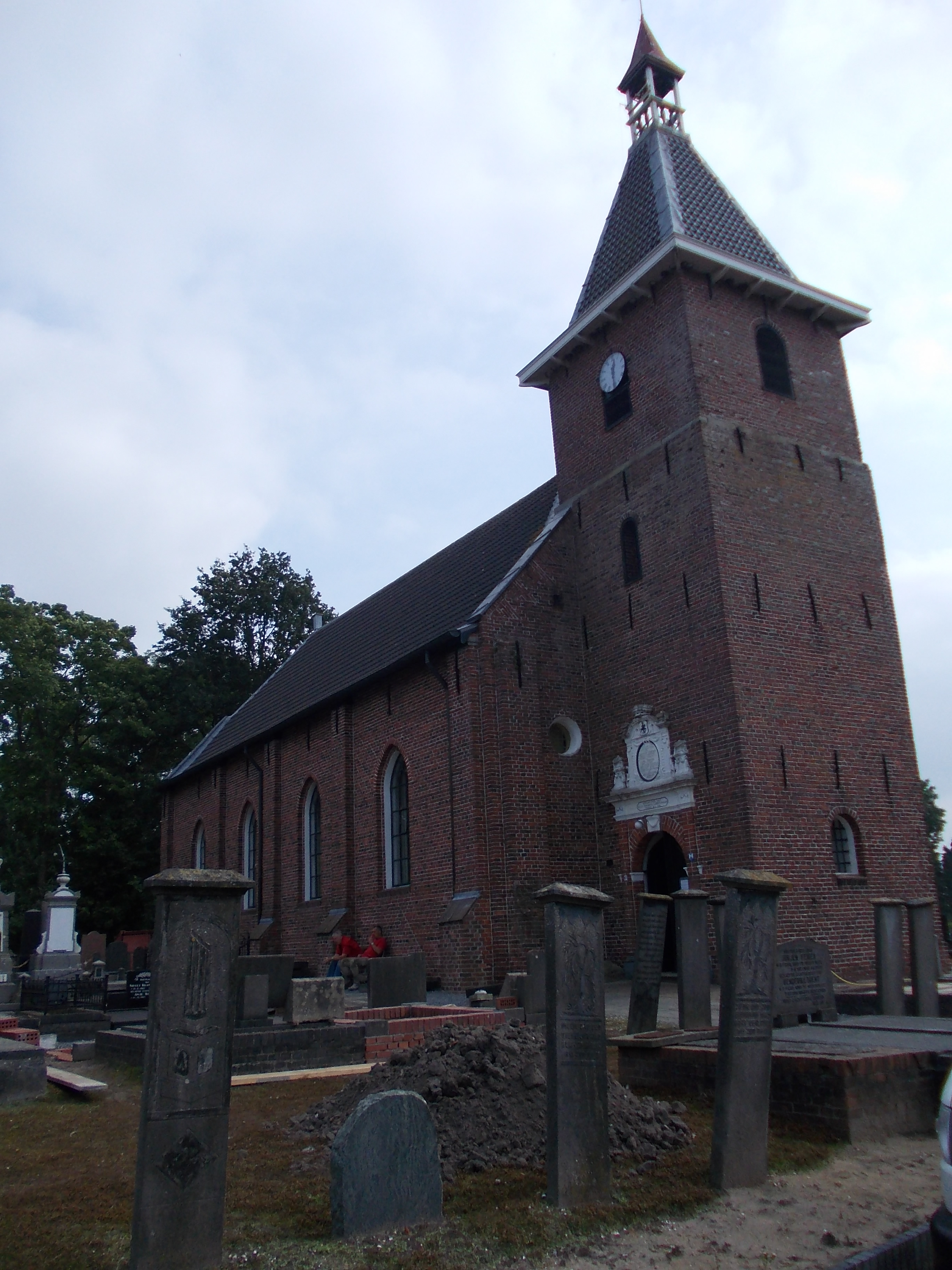
Sint-Joriskerk [https://monumentenregister.cultureelerfgoed.nl/monumenten/33081 (Monumentnummer 33081)

De naam Westerlee verwijst waarschijnlijk naar de zandrug (lee) waarop het dorp gebouwd is. Deze zandrug scheidt hier het veengebied van het kleigebied, op dezelfde rug liggen ook Meeden en Heiligerlee. Ten noorden van het dorp begint het Oldambt, ten zuiden de Veenkoloniën.
Het dorp wordt voor het eerst genoemd in een oude kloosterkroniek onder het jaartal 1230. Het was in die tijd een parochie die banden had met een klooster bij Heiligerlee. De oude, hervormde kerk met vrijstaande klokkenstoel is in 1776 vervangen door een nieuwe kerk. Op de huidige kerk staat een afbeelding van Sint Joris. Sinds 2010 vinden er geen kerkdiensten meer plaats en is het gebouw verkocht. De oude pastorieboerderij stond verder landinwaarts, zo'n 400 m naar het zuidwesten. Het gebouw werd in 1814 gesloopt en elders herbouwd. Naast de kerk stond verder een school of kosterij. De in 1930 gebouwde gereformeerde kerk moest in januari 2012 sluiten omdat er geen animo meer was voor de kerkenraad. Sindsdien heeft Westerlee geen kerkdiensten meer.
Het oostelijke deel van het dorp gold in de 17e eeuw als een afzonderlijk gehucht dat De Smacht werd genoemd, naar een voormalig voorwerk van het klooster Heiligerlee. Het werd tot het begin van de 20e eeuw tot het dorp Heiligerlee gerekend. Dat geldt ook voor de buurtschap Bikkershorn en de voormalige Molenhorn.
Westerlee beschikt over een basisschool, de christelijke basisschool Het Baken. De openbare basisschool (F.T. Venemaschool) sloot in 2016 haar deuren. Het gebouw biedt plaats aan zorgappartementen. Andere voorzieningen in het dorp zijn het sportpark waar VV Westerlee voetbalt en de gymzaal waar de lokale gymnastiekvereniging huist. Verder heeft Westerlee de beschikking over een natuurijsbaan.
Ook beschikt het dorp over een eigen dorpshuis, De Tille, dat eerder in eigendom was van de Protestantse gemeente Scheemda. Voor de jeugd is er het Boshoes, eerder een gemeentelijke jeugdsoos, nu geëxploiteerd door de 'Stichting activiteiten werkgroep Westerlee'.

## Loop van de bevolking
- 1998 - 1.550 inwoners
- 2000 - 1.585 inwoners
- 2005 - 1.615 inwoners
- 2010 - 1.590 inwoners
- 2015 - 1.475 inwoners
- 2020 - 1.490 inwoners
- 2021 - 1.480 inwoners
- 2023 - 1.520 inwoners

## Geboren
- Sicco Tjaden (12 december 1693-1726), predikant
- Jacob ter Veldhuis (1951), avant-popcomponist

## Woonachtig
- Marnix Kolder, voetballer